# しし座IV
しし座IV(Leo IV Dwarf Galaxy)は、しし座にある矮小楕円体銀河である。2006年にスローン・デジタル・スカイ・サーベイのデータから発見された。太陽から約16万パーセクに位置し、約130km/sの速度で遠ざかっている。ほぼ球形で、光度が半分になる半径は約130パーセクである。
しし座IVは、銀河系の伴銀河で最も小さく暗いものの1つであり、光度は太陽光度の約1万5000倍（絶対等級は約-5.5 ± 0.3）で、典型的な球状星団よりもかなり暗い。しかし、質量は約150万太陽質量であり、この銀河の質量光度比は約150となる。この高い質量光度比は、しし座IVが暗黒物質に占められていることを意味する。
しし座Vの恒星には、120億歳以上の古いものが多い。これらの恒星の金属量は、[Fe/H] ≈ -2.58 ± 0.75と低く、重元素の量が少なくとも太陽の400分の1以下であることを示している。観測される恒星は、主に赤色巨星であるが、こと座RR型変光星を含む多くの水平分枝星も発見されている。
しし座Vは、同じく銀河系の伴銀河であるしし座IVからわずか3°しか離れていない。後者はより太陽に近く、2万パーセクの距離である。これらの2つの銀河は、恒星のブリッジで繋がっており、恐らく物理的な影響を及ぼしあっていると考えられている。しし座IVの恒星は、恐らく宇宙で最初にできた恒星の一部である。それにも関わらず、詳細な観測によって、約20億歳かそれ以下の若い恒星の存在が明らかとなった。この発見は、この銀河の複雑な星形成の歴史を示している。現在は、この銀河内では星形成は行われていないと考えられている。また、これまで中性水素原子は検出されておらず、存在するとしても上限はちょうど600太陽質量である。
2008年、しし座IVの近傍に別の銀河であるしし座Vが発見された。後者は銀河系から2万パーセク遠くに位置し、前者と3°（1万パーセク以下）離れている。これらの2つの銀河は、恐らく互いに物理的な影響を及ぼしあっていると考えられている。